# Ulica Stanisława Klimeckiego w Krakowie
Ulica Stanisława Klimeckiego – ulica w Krakowie, położona w całości w administracyjnej dzielnicy XIII  Podgórze.

## Przebieg
Ulica swój bieg zaczyna pod wiaduktem kolejowym na linii nr 100, gdzie staje się przedłużeniem ulicy Gustawa Herlinga-Grudzińskiego. Następnie krzyżuje się z ulicą Dekerta a 150 metrów dalej z ul. Na Dołach. Dalej biegnie bez przecznic i skrzyżowań do Estakady Jacka Kaczmarskiego by tam zakończyć bieg, a jej przedłużeniem staje się ulica płk. Ryszarda Kuklińskiego.

## Historia
Historia omawianej drogi zaczyna się w latach 80, kiedy to została wytyczona i zbudowana z ideą nowej arterii komunikacyjnej ze Śródmieścia do Podgórza. Jednak przez prawie 20 lat nią nie była ze względu na brak finansów na budowę Mostu na Wiśle. Zaczynała się wówczas na skrzyżowaniu z ul. Dekerta, a kończyła tu gdzie teraz – na skrzyżowaniu z ul. Nowohucka i Powstańców Wielkopolskich. Ruchliwą drogą stała się dopiero w 2002 roku, kiedy to otwarto Most Kotlarski oraz ulicę Herlinga-Grudzińskiego. W styczniu 2010 roku rozpoczęto budowę na pasie zieleni drogi torowiska tramwajowego. Ukończono go w listopadzie tego samego roku.

## Współczesność
Obecnie po remoncie który odbył się w 2010 roku, ulica Klimeckiego jest czteropasmową arterią z torowiskiem Krakowskiego Szybkiego Tramwaju do pętli „Mały Płaszów”. Na ulicy jest położony jeden przystanek tramwajowo-autobusowy – „Klimeckiego”, zlokalizowany na skrzyżowaniu z ulicą Dekerta. Droga jest częścią II Obwodnicy Krakowa.